# Club Atlético de Madrid 1948-1949
Questa voce raccoglie le informazioni riguardanti il Club Atlético de Madrid nelle competizioni ufficiali della stagione 1948-1949.

## Stagione
Nella stagione 1948-1949 i colchoneros, allenati da Lino Taioli, terminano il campionato al terzo posto, a soli tre punti dal Barcellona. In Coppa del Generalísimo l'Atlético Madrid fu invece eliminato ai quarti di finale dall'Español, non riuscendo per poco a completare un'insperata rimonta in una partita iniziata con un minuto di raccoglimento in ricordo della tragedia di Superga.

## Maglie e sponsor
| Manica sinistra · Manica sinistra · Maglietta · Maglietta · Manica destra · Manica destra · Pantaloncini · Calzettoni |

## Rosa
| N. |                      | Ruolo | Calciatore           |
| -- | -------------------- | ----- | -------------------- |
| -  | Francia (bandiera)   | P     | Marcel Domingo       |
| -  | Spagna (bandiera)    | P     | Alberto Pérez Zabala |
| -  | Spagna (bandiera)    | D     | José Luis Riera      |
| -  | Argentina (bandiera) | D     | José Valdivieso      |
| -  | Spagna (bandiera)    | D     | Arnau                |
| -  | Spagna (bandiera)    | D     | Juan José Mencía     |
| -  | Spagna (bandiera)    | D     | Carlos Basabe        |
| -  | Spagna (bandiera)    | D     | Rafael Mújica        |
| -  | Spagna (bandiera)    | C     | Alfonso Aparicio     |
| -  | Spagna (bandiera)    | C     | Alfonso Silva        |

| N. |                      | Ruolo | Calciatore            |
| -- | -------------------- | ----- | --------------------- |
| -  | Spagna (bandiera)    | C     | Manuel Santana Farias |
| -  | Spagna (bandiera)    | C     | Julián Cuenca         |
| -  | Argentina (bandiera) | C     | Ernesto Candía        |
| -  | Marocco (bandiera)   | C     | Larbi Ben Barek       |
| -  | Spagna (bandiera)    | C     | Adrián Escudero       |
| -  | Spagna (bandiera)    | C     | Diego Lozano          |
| -  | Spagna (bandiera)    | A     | Rafael García Repullo |
| -  | Spagna (bandiera)    | A     | Antonio Durán         |
| -  | Spagna (bandiera)    | A     | Antonio Vidal         |
| -  | Spagna (bandiera)    | A     | José Juncosa          |

## Risultati

### Coppa di Spagna
| Arbitro: | Antonio Couso González |

|                  |           |          |
| Juncosa 4’, 116’ | Marcatori | 23’ Arza |

| Arbitro: | Julián Arqué Martín |

|                                                          |           |           |
| Artigas 4’, 48’, 85’ Segarra 18’ Calvo 21’ Hernández 44’ | Marcatori | 63’ Durán |

| Arbitro: | José María Rivero Lecuona |

|                                             |           |             |
| Aparicio 3’ Juncosa 10’, 32’, 40’ Silva 68’ | Marcatori | 56’ Segarra |

## Statistiche

### Statistiche di squadra
| Competizione           | Punti | Totale | Totale | Totale | Totale | Totale | Totale | DR  |
| Competizione           | Punti | G      | V      | N      | P      | Gf     | Gs     | DR  |
| ---------------------- | ----- | ------ | ------ | ------ | ------ | ------ | ------ | --- |
| Primera División       | 34    | 26     | 15     | 4      | 7      | 54     | 32     | +22 |
| Coppa del Generalísimo | -     | 3      | 2      | 0      | 1      | 8      | 8      | 0   |
| Totale                 | 34    | 29     | 17     | 4      | 8      | 62     | 40     | +22 |